# Giorgio Scarpati
Giorgio Scarpati (San Giorgio a Cremano, 1º ottobre 1908 – Giussano, 2 novembre 1987) è stato un pittore e illustratore italiano.

## Biografia
Nato e cresciuto a San Giorgio a Cremano, Giorgio Scarpati lasciò il paese natio per Napoli, dove frequentò la locale Accademia di Belle Arti. Non completò gli studi perché, a ventuno anni, si trasferì a Milano. Inizialmente trovò lavoro presso un'incisoria, poi fu assunto dalla Società Telefonica Interregionale Piemontese e Lombarda (Stipel).
L'impiego fisso e il matrimonio non gli impedirono di coltivare i propri interessi artistici, che mantenne vivi fin dopo la seconda guerra mondiale, allorché decise d'abbandonare il posto sicuro alla Stipel per intraprendere il mestiere del pittore.
La sua prima “personale” si tenne a Milano nel 1947, lo stesso anno in cui Lucio Fontana fondava il suo Movimento Spazialista. Benché avesse fissato dimora a Giussano, Scarpati si mantenne culturalmente vicino al capoluogo lombardo e, contemporaneamente, riprese contatto con la terra d'origine mettendo in mostra le sue opere a Napoli.
Alla pittura affiancò altre due arti: l'illustrazione e il mosaico. Con la prima egli creò numerose e pregevoli opere, sulle quali spiccano le tavole ispirate alla vicenda dei Promessi Sposi. Con la seconda abbellì chiese (sopra tutte, quella dei Santi Filippo e Giacomo a Giussano) e mausolei privati (in particolare, la cappella Mattioni e Rossi a Gemonio).
Restò, con orgogliosa determinazione, lontano dall'orbita delle tendenze di mercato. Dedicatosi all'arte sacra, compensò la modesta remuneratività del proprio lavoro con il piacere di fare ciò che più lo ispirava. «La vita di artista è stata dura e bellissima», scrisse a un amico poco prima di morire.
Si spense a Giussano, il 2 novembre 1987, all'età di 79 anni.

## Temi, stili e orientamenti
Giorgio Scarpati coniugò l'arte alla fede. La sua opera, a partire dagli anni '50, si legò strettamente ai temi propri della religione cattolica. Segno distintivo delle sue creazioni è una sorta di eterea, spirituale leggerezza, unita a una forte tensione verso l'alto. Il disegno di Scarpati procede per linee verticali e per piani sovrapposti. Capace di soavi equilibri compositivi, l'artista era parco nell'uso del colore e prodigo nella costruzione di trame, talvolta complicatissime, dove innumerevoli linee si intrecciano formando immagini di grande suggestione. Lontanissimo dallo stereotipo dell'artista stravagante e bizzoso, egli si mantenne al di fuori delle correnti e delle mode, non cercò di imporsi alla pubblica attenzione con gesti eclatanti (alla maniera, per es., di Piero Manzoni) e pagò, a causa della propria riservatezza, il prezzo di una scarsa notorietà.